# Jezero na Planini pri Jezeru
Jezero na Planini pri Jezeru je ledovcové jezero ve Slovinsku. Nachází se v nadmořské výšce 1453 m. Leží v uzavřeném údolí uprostřed smrkového lesa pod Kočou na Planini pri Jezeru. Břeh je bažinatý. Je 170 m dlouhé a 110 m široké. Dosahuje maximální hloubky 15 m. Rozloha činí přibližně 1,4 ha.

## Vodní režim
Jezero nemá povrchový přítok ani odtok.

## Ochrana přírody
Celé povodí jezera se nachází na území Triglavského národního parku. Z vodních rostlin v jezeře roste rdest prorostlý a pryskyřník lakušník niťolistý. V roce 1951 osídlili jezero karas obecný, jelec tloušť a jeden neidentifikovaný druh pstruha, který vymizel a který zničil populaci endemického čolka alpského (Triturus alpestris lacustris).

## Přístup
Pleso je přístupné pěšky po celý rok.
- po  červené značce od Koči na Planini pri Jezeru - 5 minut.
- po  červené značce od Bregarjeva zavetišča na planině Viševnik - ½ hodiny.
- po  červené značce od Planiny Blato. - 1½ hodiny.
- po  červené značce od Kosijeva domu na Vogarju - 1¾ hodiny.
- po  červené značce od Koči pri Triglavskih jezerih - 2 hodiny.
- po  červené značce od Koči pri Savici přes Komarču - 3¼ hodiny.
- po  červené značce od Zasavske koči na Prehodavcih - 3½ hodiny.
- po  červené značce ze Stare Fužiny přes Kosijev dom na Vogarju - 3¾ hodiny.
- po  červené značce z Ukance přes Komarču - 4¼ hodiny.